# Aposeris
Genre
Aposeris est un genre de plantes à fleurs appartenant à la famille des Asteraceae (sous-famille Cichorioideae, tribu Cichorieae, sous-tribu Hyoseridinae).
Le terme vient du grec apo (à côté de) et seris (chicorée) : le genre est voisin de la Chicorée. Ce genre ne comprend qu'une espèce, l'aposéris fétide, une plante vivace à fleurs jaunes, qui dégage une odeur de terre pourrie caractéristique lorsqu'on en froisse les feuilles.
On la trouve dans les montagnes d'Europe, entre 800 et 2 000 mètres d'altitude, mais elle est plus commune entre 1 100 et 1 600 mètres.

## Liste d'espèces
Selon Catalogue of Life (20 juin 2014), NCBI (20 juin 2014), The Plant List (20 juin 2014) et Tropicos (20 juin 2014) :
- Aposeris foetida Less.